# История на Влахия
Историята на Влахия (на румънски: Istoria Țării Românești), като самостойна област в долнодунавската низина, датира от 1330 г. и продължава до обединението на Влашко и Молдова през 1859 г.
През есента на 1330 г. унгарският крал Карл Роберт решава, че след поражението при Велбъжд, в което на губещата страна е и влашкия войвода Иванко Басараб, е настъпил подходящия момент да завоюва Влашката страна, включително осигурявайки излаз на Кралство Унгария на Черно море. След смъртта на цар Михаил Шишман под стените на Велбъжд, Търново няма възможност да осигури подкрепа на влашкия войвода срещу похода на унгарския крал във влашката земя. Независимо от това, организираното местно опълчение нанася съкрушителен разгром на унгарската армия в битката при Посада, като кралят едва успява да спаси живота си, бягайки от организираната засада. По този начин влашкият войвода Иванко успява да се сдобие с титлата „велик войвода“ и единствен господар на Влахия.
За утвърждаването на Иванко като самостоятелен и „велик“ владетел допринася освен военната победа, но и обстоятелството че Търновското царство е съкрушено след загубата в битката при Велбъжд, а и българската Загора има нужда от военна подкрепа във военния сблъсък с Византия по повод ултиматума на новия цар Иван Александър към Андроник III Палеолог – да му бъде предаден претендента за търновския престол – Шишман II. Освен това, още от 1323 г. бившият ловешки деспот Иван Александър е в династичен съюз с Иванко, вземайки за съпруга дъщерята на влашкия господар – Теодора Басараб. След като Теодора става търновска царица, Иванко влиза в своеобразна роля на „баща на царството“ и по този начин се сдобива по естествен начин със самостоятелност на владението си на Влашко. Последвалите исторически събития и перипетии между синовете на Иван Александър, също провокират към самостойност на Влахия, особено в конфронтационния период между Търново и Видин след смъртта на Иван Александър през 1371 г.
След превземането на Търново от османските турци през 1393 г., de facto Влашко се оказва независимо, опитвайки се да се укрепи като такова от господаря Мирчо Стари. Независимо от упоритата съпротива на Мирчо срещу османските нашественици, през 1417 г. той се признава за османски васал, запазвайки самостойно Влашко. До края на средновековното унгарско кралство с битка при Мохач, влашката земя е арена на акънджийски набези и военна конфронтация в хода на османско-унгарските войни. След края им, през XVI век, за вече васалното на османците Влашко настъпва период на разцвет, от който датират запазили се немалко паметници, като катедралата в Куртя де Арджеш.
В края на XVI век и през първата половина на XVII век, управлението на Влахия е функция от политическите борби в Константинопол. По традиция за господар на областта се благославя от султана представител на фамилията Басараба. Като такъв се определя и Матей Басараб, по времето на който Влахия се стабилизира неимоверно. С края на потомствените Басараби се издига нова управляваща фамилия – Кантакузино, сродна на старата византийска имперска фамилия. Най-видният влашки владетел, представител на рода Кантакузино е Константин Бранковяну, който е наследен начело на Влашко от своя първи братовчед – Стефан Кантакузино. През януари 1716 г., с началото на поредната австро-турска война (1716 – 1718), Кантакузино е заподозрян в предателство и екзекутиран по нареждане на османския султан Ахмед III, откогато управлението на Влашко се осъществява от пряко определяни от Високата порта – фанариоти. Това положение остава в сила до Кючуккайнарджийския мирен договор, откогато до Парижкия мирен договор в управлението на Влахия участва пряко или опосредствено Руската империя – чрез саниране на определяния от Високата порта и местното болярство – влашки владетелски господар. След Кримската война се създава Румъния. 